# Yumurta – Ei
Yumurta – Ei ist der erste Film der umgekehrten Yusuf-Trilogie des türkischen Regisseurs Semih Kaplanoğlu. Der Film lief 2007 bei den 60. Internationalen Filmfestspielen von Cannes.

## Handlung
Als der Dichter Yusuf die Nachricht über den Tod seiner Mutter bekommt, kehrt er zurück zu seinem Heimatdorf, das er schon lange nicht mehr besucht hatte. In einem heruntergekommenen Haus heißt ihn ein junges Mädchen, Ayla, willkommen. Yusuf wusste nichts von diesem Mädchen, das schon seit fünf Jahren mit seiner Mutter zusammenlebte. Diese hat eine Bitte an Yusuf. Bevor seine Mutter starb, verlangte sie von ihm die Ausführung einer Opferzeremonie, die seine Mutter zu Lebzeiten nicht mehr realisieren konnte. Yusuf, der von Schuldgefühlen geplagt ist und auch angezogen von der ländlichen Atmosphäre, willigt ein. Er macht sich zusammen mit Ayla auf einen vierstündigen Weg zur Grabesstätte eines heiligen Mannes, wo die Opferzeremonie stattfinden soll. Melancholisch und ohne jegliches Interesse durchquert Yusuf vertraute Orte, und durch einen Zwischenfall ist er gezwungen, sich all dem zu stellen, dem er die ganze Zeit ausgewichen ist. Als sie dort nicht die Rasse des zu schlachtenden Widders finden, müssen sie sich bei der Grabesstätte länger als geplant aufhalten. Dadurch kommen sich Yusuf und Ayla immer näher.

## Kritik
„Alle typische Motive des türkischen Kinos, die man auch schon von Ceylan oder Demirkubuz kennt. Doch die Handlung entwickelt sich gelassener, weniger weinerlich, zukunftsorientierter und streckenweise ironisch. [...] Das entwickelt schnell einen großen poetischen Sog. Kaplanoglu verfügt über eine seltene Fähigkeit, in kleinsten Andeutungen, quasi zwischen den Bildern alles zu erzählen. [...] Eine großartige Kamera findet Bilder voller Harmonie und von den Zeitläufen abgehobener Ewigkeit, eine Art Rückkehr zur Natur - die aber immer beiläufig bleibt, nie prätentiös oder schicksalsschwer daher kommt.“

## Auszeichnungen
Der Film gewann mehrere Auszeichnungen. Darunter waren:
International Istanbul Film Festival:
- Goldene Tulpe (Semih Kaplanoğlu)
- Publikumspreis (Semih Kaplanoğlu)

Antalya Golden Orange Film Festival: 
- Bester Film (Semih Kaplanoğlu)
- Bestes Drehbuch (Semih Kaplanoğlu)
- Bester Newcomer (Saadet Işıl Aksoy)
- Beste Kamera (Özgür Eken)
- Bestes Kostümdesign (Naz Erayda)
- Bestes Szenenbild
- Bester Ton (Orçun Korluca)
- Bester Tonschnitt (Orçun Korluca)

Sarajevo Film Festival:
- Beste Darstellerin (Saadet Işıl Aksoy)
- Herz von Sarajevo (Saadet Işıl Aksoy)

World Film Festival of Bangkok:
- Bester Regisseur (Semih Kaplanoğlu)

Fajr International Film Festival
- Bester Regisseur (Semih Kaplanoğlu)
- Beste Kamera (Özgür Eken)

Valdivia International Film Festival:
- Bester Regisseur (Semih Kaplanoğlu)
- Beste Darstellerin (Saadet Işıl Aksoy)